# Gail Tremblay
Gail Tremblay   (Buffalo, 15 de desembre de 1945 - Olympia, 3 de maig de 2023) fou una escriptora nord-americana barreja de micmac i onondaga. Era llicenciada en drama per la Universitat de Nou Hampshire el 1967, i havia estat lectora a diverses universitats. Va escriure Close to home (1981), Night gives woman the world (1979), i Indian singing in 20th century America (1990).